# Гримблит, Татьяна Николаевна
Татья́на Никола́евна Гримбли́т (1 декабря 1903, Томск — 23 сентября 1937, Бутовский полигон) — советская медсестра, фельдшер, организатор помощи заключённым и ссыльным, в том числе духовенству Русской православной церкви.
17 июля 2002 года постановлением Священного синода Русской православной церкви причислена к лику святых как мученица.
День памяти: 23 сентября, в Соборе святых новомучеников и исповедников Российских и в Соборе Бутовских новомучеников.

## Биография
Родилась в глубоко верующей православной семье. Отец — служащий акцизного управления Николай Гримблит. Мать — Вера Антониновна Гримблит. Воспитывалась в любви к Богу и Церкви родным дедушкой, протоиереем Антонином Александровичем Мисюровым.
В 1920 году окончила Мариинскую женскую гимназию в Томске. В этом же году скончался её отец, и она поступила работать воспитательницей в детскую колонию «Ключи» в Томске.
В тот период завершилась гражданская война в Сибири, начались репрессии со стороны новой советской власти, а вскоре Сибирь стала и местом заключения и ссылок. Решив посвятить жизнь помощи ближним, Татьяна постановила себе за правило зарабатываемые средства, а также то, что ей удавалось собрать в храмах города Томска, менять на продукты и вещи и передавать их заключённым в Томскую тюрьму. Приходя в тюрьму, она спрашивала у администрации, кто из заключённых не получает продуктовых передач, — и тем передавала.
В 1923 году Татьяна повезла передачи нуждающимся заключённым в тюрьму в город Иркутск. Здесь её арестовали, предъявив обвинение в контрреволюционной деятельности, которая заключалась в благотворительности узникам, но через четыре месяца освободили.
Занимаясь помощью ссыльным и заключённым, познакомилась со многими известными архиереями и священниками Русской православной церкви, находившимися в заключении в тюрьмах Сибири. Её активная благотворительная деятельность всё более привлекала внимание сотрудников ОГПУ. Были собраны сведения для её ареста. Наконец, в 1925 году она была арестована. На этот раз её освободили через семь дней.
6 мая 1925 года на допросе она сказала:

С 1920 года я оказывала материальную помощь ссыльному духовенству и вообще ссыльным, находящимся в Александровском централе, Иркутской тюрьме и Томской и в Нарымском крае. Средства мной собирались по церквям и городу как в денежной форме, так и вещами и продуктами. Деньги и вещи посылались мной по почте и с попутчиками, то есть с оказией. С попутчиком отправляла в Нарымскую ссылку посылку весом около двух пудов на имя епископа Варсонофия (Вихвелина). Фамилию попутчика я не знаю. Перед Рождеством мною ещё была послана посылка на то же имя, фамилию попутчика тоже не знаю. В Александровском централе я оказывала помощь священникам, в Иркутской тюрьме епископу Виктору (Богоявленскому), в Нарымской ссылке священникам Попову и Копылову, епископам Евфимию (Лапину), Антонию (Быстрову), Иоанникию (Сперанскому), Агафангелу (Преображенскому) и заключенному духовенству, находящемуся в Томских домах заключения, и мирянам; вообще заключенным, не зная причин их заключения.

### Третий арест
В третий раз арестована 7 мая 1925 года. Заключена в Томское ОГПУ. По окончании следствия 18 мая 1925 года Томское ОГПУ постановило: «Принимая во внимание, что дознанием не представляется возможность добыть необходимые материалы для гласного суда, но виновность… все же установлена, а посему дознание считать законченным и, согласно приказу ОГПУ за № 172, таковое направить в Особое Совещание при Коллегии ОГПУ для применения… внесудебного наказания — административной ссылки». 26 марта 1926 года Особым совещанием при Коллегии ОГПУ приговорена к ссылке на три года в автономный округ Зырян (Коми) по ст. 58-10 Уголовного кодекса РСФСР. 15 июля 1927 года выслана этапом в Туркестан (Казахстан?) отбывать оставшийся срок. 19 декабря 1927 года освобождена по амнистии с правом выбора места жительства.
После освобождения, в период с марта 1928 года по 14 апреля 1931 года жила в Замоскворечье, где служила певчей храма Святителя Николая в Пыжах (настоятель храма — Гавриил Мелекесский). Продолжала активно помогать заключённым.

### Четвёртый арест
Четвёртый раз арестована 14 апреля 1931 года по обвинению в систематической антисоветской агитации. На допросе подтвердила, что помогала ссыльным и заключённым, но указала, что помогала всем заключённым, как церковным, так и не являющимся верующими. 30 апреля 1931 года приговорена Особым совещанием при Коллегии ОГПУ по ст. 58-10 УК РСФСР к трём годам заключения в исправительно-трудовом лагере за активную антисоветскую деятельность, выражавшуюся в организации нелегальных «сестричеств» и «братств», оказание помощи ссыльному духовенству. В период с 14 апреля по 9 мая 1931 года находилась в заключении в Бутырской тюрьме. С мая 1931 по 1932 год — в Вишерском исправительно-трудовом лагере ОГПУ (Уральская область, г. Усолье). В лагере изучила медицину и стала работать фельдшером.
В 1932 году освобождена с запретом жить в двенадцати городах СССР на оставшийся срок. Выбрала местом жительства Юрьев-Польский, где проживала в период с 1932 по 1933 год.
В 1933 году стала работать фельдшером больницы города Александрова.
С 1935 года до последнего ареста — медсестра и лаборантка в Константиновской районной больнице (село Константиново, рядом с Сергиевым Посадом).

### Последний арест и мученическая кончина
Последний (пятый) раз арестована 6 сентября 1937 года. На несколько дней помещена в Константиновское районное отделение НКВД. Из записки мученицы Татианы в день ареста: 

Я знала, надев крест, тот, что на мне, — опять пойду. За Бога не только в тюрьму, хоть в могилу пойду с радостью.
Из допроса Татьяны Гримблит:

— Обвиняемая Гримблит, признаете ли вы себя виновной в ведении вами антисоветской агитации за время служения в Константиновской больнице?
— Никакой антисоветской агитации я нигде никогда не вела. На фразы, когда, жалея меня, мне говорили: «Вы можете тратить деньги на красивую одежду и на сладкий кусок», я предпочитаю поскромнее одеваться, а оставшиеся деньги послать нуждающимся в них.
— Как вы проявлялись как религиозный человек относительно советской власти и окружающего вас народа?

— Перед властью и окружающими я старалась проявить себя честным и добросовестным работником и этим доказать, что и религиозный человек может быть нужным и полезным членом общества. Своей религии я не скрывала…
После этих допросов была помещена в тюрьму в Загорске. Последний допрос состоялся 21 сентября, перед отправкой обвинительного заключения на решение «тройки». Допрашивала сотрудница НКВД Фрида Идельсон:

— Вы обвиняетесь в антисоветской агитации. Признаёте ли себя виновной?
— Виновной себя не признаю. Антисоветской агитацией никогда не занималась.
— Вы также обвиняетесь в проведении вредительства, сознательном умертвлении больных в больнице села Константиново. Признаете себя виновной?

— Виновной себя не признаю, вредительской деятельностью никогда не занималась.
Прочитав протокол допроса, Татьяна подписалась: «Записано с моих слов верно, мной лично прочитано».
6 сентября 1937 года тройка УНКВД по Московской области приговорила Татьяну Гримблит к расстрелу по ст. 58-10 Уголовного кодекса РСФСР за «антисоветскую агитацию, помощь заключенным, религиозные разговоры». 23 сентября 1937 года была расстреляна и погребена на полигоне Бутово под Москвой.
По приговору 1931 года (четвёртый арест) реабилитирована Прокуратурой СССР 11 октября 1991 года.

## Канонизация и почитание
17 июля 2002 года постановлением Священного Синода причислена к лику святых новомучеников и исповедников Российских для общецерковного почитания.
4 ноября 2005 года, в престольный праздник церкви Казанской иконы Божией Матери, по благословению митрополита Крутицкого и Коломенского Ювеналия в ограде Казанской церкви в Реутове был совершён чин на основание нового храма в честь Архистратига Божия Михаила и мученицы Татьяны (Гримблит).
В сентябре 2010 года была основана «Служба православных добровольцев святой Татианы (Гримблит)», которая занимается работой с онкологически больными детьми и помощью престарелым на дому, а также по организации и проведению благотворительных акций и концертов.
Татьяне Гримблит посвящен документальный фильм «Всё отдать. Святая мученица Татиана Гримблит» (2010), режиссёр Инга Монаенкова, ведущий Федор Мелентьев, получивший диплом «За открытие образа нового святого» VI Международного православного Сретенского кинофестиваля «Встреча» 2011.
Татьяне Гримблит посвящена часть 12 серии документально-исторической программы Феликса Разумовского «Кто мы?» в цикле «Русская Голгофа» (2013).
9 июля 2019 года Священный Синод Русской православной церкви утвердил текст службы новомученице Татиане Гримблит.

## Поэзия
Сохранилась тетрадь со стихами мученицы Татианы, содержащая как ранние произведения, начиная с 1920 года, так и более поздние, написанные в тюрьме и лагере. «Не великолепие стихотворного слога влечет к себе читателя этих стихов, а в первую очередь беспредельная, вечная любовь ко Христу, выраженная в слове и засвидетельствованная самой жизнью и смертью святой мученицы».
ВЕЧНАЯ ПАМЯТЬ

Ложь, клевета благодарностью будут

Мне за любовь, за труды.

Пусть меня каждый и все позабудут, –

Помни всегда только Ты.

Вечную память мне дай, умоляю,

Память Твою, мой Христос.

С радостью светлой мой путь продвигаю,

Муку мою кто унес?

Кто всю тоску, что мне сердце изъела,

Счастьем, любовью сменил,

Труд мой посильный в великое дело,

Благостно в подвиг вменил?

Кто же полюбит, в грехе без просвета,

Грязную душу мою?!

Только Твое сердце вечно согрето, –

Ближе к Кресту припаду.

Иго Твое – это благо святое,

Бремя же дивно легко,

Время молитвы – всегда дорогое,

Злоба и мир далеко.

Молодость, юность – в одежде терновой,

Выпита чаша до дна.

Вечная память мне смертным покровом,

Верую, будет дана.

     1932 г.